# Храповицкий, Владимир Семёнович
Влади́мир Семёнович Храпови́цкий (23 июня [5 июля] 1858, Санкт-Петербург — 30 июля 1922, Висбаден) — крупный русский лесопромышленник, камергер, последний предводитель дворянства Владимирской губернии (1909—1917), полковник Лейб-гвардии Гусарского Его Величества полка. Владелец имения Муромцево (ныне посёлок Муромцево, Судогодского района, Владимирской области), в котором выстроил усадьбу в готическом стиле, стилизованную под замок. Владелец коллекции картин, рисунков и предметов декоративно-прикладного искусства,  составивших основу собрания Владимирско-Суздальского историко-художественного и архитектурного музея-заповедника.

## Биография
Представитель известного дворянского рода польских корней герба «Гоздова».
Сын отставного кавалергардского полковника Семёна Ивановича Храповицкого (1811—1873) от брака его с Анисьей Александровной Александровой (ум. 1903). Внук нижегородского и санкт-петербургского гражданского губернатора И. С. Храповицкого.
Владимир Храповицкий окончил по первому разряду Императорский Александровский лицей. В 22 года, как вольноопределяющийся, поступает в Лейб-гвардии Гусарский Его Величества полк, через три месяца (25 июля 1880 года) ему присваивается звание унтер-офицера. 19 февраля 1881 года выдерживает офицерский экзамен с присвоением звания эстандарт-юнкера и занесением в послужной список. 5 июня 1881 года произведен в корнеты гвардии (Высочайший приказ от 5 июня 1881 г.). С 30 октября 1883 года по 15 февраля 1884 года командируется во второй телеграфный полк для изучения телеграфного дела, 5 апреля 1884 года присвоено звание поручика гвардии и возложено командование телеграфной службой полка, далее последовательно присваиваются звания штаб-ротмистра гвардии и ротмистра гвардии. После смерти отца был отпущен в мае 1884 года в четырёхмесячный отпуск для раздела имущества между ним, его матерью и сестрами.
Указом Александра III от 6 октября 1887 года В. С. Храповицкий был награждён орденом Станислава 3-й степени. Всю воинскую службу Храповицкий проходил в Лейб-гвардии Гусарском Его Величества полку (02.1880—1894), находясь при дворе во времена правления двух императоров и пользуясь расположением обоих; в походах и сражениях за время службы не участвовал. В 1894 году уволен со службы в отставку по семейным обстоятельствам с производством в полковники гвардии и правом ношения мундира. Определён на службу в МВД (05.04.1909) (Высочайшие приказ № 8 от 5.02.1909 г.).
В 1896 году B.C. Храповицкий с женой Елизаветой присутствует на торжественной церемонии, посвященной коронации Николая II, ради которой он приехал из Петербурга в Москву.

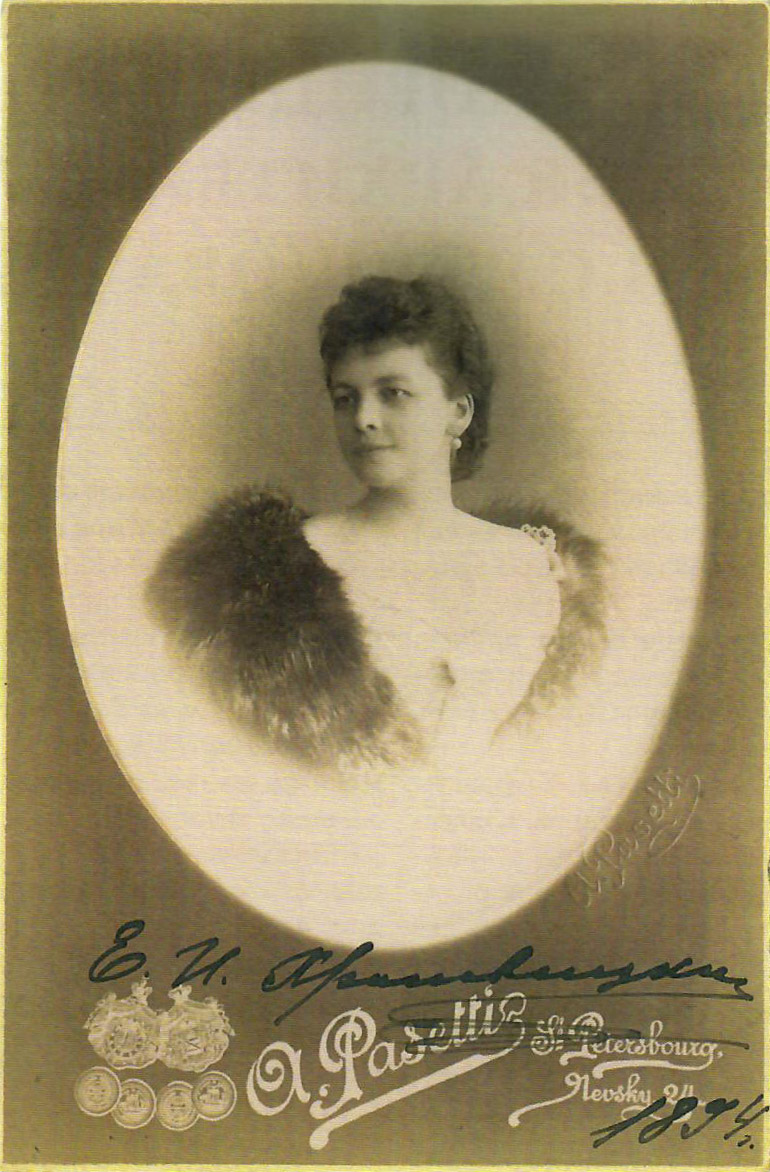
Фото Елизаветы Ивановны Храповицкой 1894 г.

После раздела наследства унаследовал от отца ценой размолвки с семьёй имение и 21 тысячу десятин земли. Запущенность хозяйства и богатейшие окружающие леса наводят Храповицкого на мысль заняться лесопромышленной разработкой и продажей сырорастущего леса, лесоматериалов и дров. Начинаются поставки строевой древесины для нужд железной дороги и дров в Москву, а также в безлесые районы. Проявив талант предпринимателя, добился уже в первые два года чистого дохода от продажи леса по 90 тыс. рублей. Это позволило начать обустройство усадьбы.
Для обеспечения сохранности леса Храповицкий в 1888 году создаёт специальную охрану из более 30 стражников, два лесничества и две автономные лесные конторы, стремится правильно вести лесохозяйственные работы, внедряя тщательность исполнения, плановость и мероприятия по искусственному лесоразведению.
В 1892 году приглашает для работы в своё лесное хозяйство К. Ф. Тюрмера, известного лесовода-практика графа Уварова, представителя классического немецкого лесоводства, деятельность которого позволила строить хозяйство на принципах восстановления лесных угодий и постоянства лесопользования, делая его ещё более образцовым и доходным. За короткий срок, до 1900 года, были достигнуты поразительные результаты в деле искусственного лесовосстановления, не сравнимые ни с одним казённым лесничеством, ни частным лесовладением в Центральной России.
Храповицкий строит первую паровую лесопилку, начинает строительство трёх крупных водяных мельниц, кирпичного завода, учреждает акционерное общество «Лесные склады Храповицкого» с капиталом в 300 тыс. рублей, куда вошли лесопильня, смолокурня и скипидарные заводы.
С разрешения Министерства путей сообщений строится железнодорожная ветка широкой колеи от усадьбы Муромцево до станции Волосатая длиной 41 км, с постройкой которой и двух на ней станций — Первая и Вторая Храповицкая — поток лесоматериалов стал с каждым годом нарастать. Велось строительство лесных складов, пакгауза. Активно разрастались цеха лесоперерабатывающего завода вблизи от села Ликино, там же на станции Первая Храповицкая вырос посёлок Андреево.
Для обучения крестьянских детей Храповицкий строит и содержит на свои средства начальные (четырёхклассные) школы в деревнях Галанино, Ликино и Андреевское, две музыкальные школы, столярную мастерскую, оказывает нуждающимся материальную помощь для лечения и поступления в учебные заведения. В начале 1913 года в Ликино открывается больница со стационаром и врач которой еженедельно посещает фельдшерский пункт в Муромцево.
Чета Храповицких много времени и средств уделяла благотворительной деятельности, заботясь об улучшениях не только в своем имении, но и в целом по губернии. В 1895 году В. С. Храповицкий был избран почётным членом Общества Святого Равноапостольного Великого князя Владимира.
Поступавшие от предпринимательства значительные средства (до 200 тыс.руб. ежегодно) позволили Храповицкому выстроить в имении Муромцево усадебный ансамбль, согласно некоторым отзывам, по своему великолепию не уступавший столичным. Строительство, начатое в 1884 году, продолжалось вплоть до 1906 года. По проекту Петра Бойцова был построен замок в стиле псевдоготики, в залах которого были размещены многочисленные предметы декоративно-прикладного искусства, картины, гравюры, изысканная мебель, фарфор, коллекция оружия. На территории имения были также возведены в едином стиле храм в честь мученицы царицы Александры Римской, был разбит французский регулярный парк с водными каскадами, фонтанами, многочисленными полянами, аллеями и прудами; построены дендрарий, оранжерея, летний театр, служебные постройки. Ныне замок Храповицкого входит в Государственный перечень объектов культурного наследия России
24 июля 1903 года В. С. Храповицкому в торжественной обстановке было вручено свидетельство Министерства земледелия и государственных имуществ России, в котором говорилось: «Землевладелец Владимирской губернии Владимир Семёнович Храповицкий удостоен Министерством премии в виде серебряной вазы чеканной работы при золотой медали за разведение леса на 1746 десятинах запущенных пашен в имении Муромцево Судогодского уезда».
В 1913 году, будучи предводителем губернского дворянства, сопровождает императора в его поездках по Владимирской губернии по случаю 300-летия династии Романовых на российском престоле.
После революции 1917 года Храповицкий эмигрирует во Францию. Отъезд был спешным: из России он отправился без багажа и без больших средств к существованию.
Жена — Елизавета Ивановна. По одной из версий, она была дочерью новгородского помещика Чоглокова и родилась 24 марта 1857 года в Неаполе. Это соответствует информации из архивов французской Ментоны, где она жила в эмиграции. Её переписка, тем не менее, противоречит этому. Уже находясь в эмиграции, в 1925 году Елизавета Ивановна обращалась за помощью к академику и бывшему революционеру-народнику Николаю Морозову. В этом письме она утверждает, что является урождённой графиней Головиной. Таким образом, она могла бы быть дочерью графа Ивана Ивановича Головина, информация о котором с его детьми, в числе коих была и дочь Елизавета, присутствует в списках дворянских родов Новгородской губернии.
В своём письме к крестьянам села Ликино от апреля 1928 года Елизавета Ивановна, среди прочего, указывает свой точный возраст: 68 лет. Из этого следует, что она могла родиться не в 1857, а в 1860 или в 1859 году.
Не известно при этом, насколько сообщаемые ею в письмах сведения соответствовали действительности, поэтому вопрос её происхождения остаётся открытым.
В этих письмах она обращалась за помощью, описывая своё бедственное материальное положение: «Я осталась теперь одна без всяких средств на самую бедную жизнь».
При каких обстоятельствах она познакомилась с графом В. Храповицким, будущим мужем, не известно. Вероятно, вышла замуж в 20 лет. Она любила музыку, увлекалась рисованием. Многое в их имении было сделано по её вкусу. В усадьбе было много цветов, большой птичий двор. Учила музыке крестьянских детей. После многих лет брака своих детей у супругов не было. Храповицкая много занималась благотворительностью, была попечительницей ночлежного приюта при первом убежище сибирского общества «Ясли».
При этом известно, что к моменту отъезда из России супруги Храповицкие уже разошлись. Из России Елизавета Ивановна уехала в июле 1918 года вместе с полковником Най Пумом (в крещении Николай Николаевич Пум), принявшим российское подданство уроженцем Сиама и компаньоном обучавшегося в России принца Сиама Чакробона. В своих письмах Елизавета Ивановна называет Николая Николаевича Пума крестником либо племянником. Скончалась в Ментоне 1 мая 1935 года.
Владимир Храповицкий скончался 30 июля 1922 года в нищете и был похоронен на Русском православном кладбище в Висбадене.

## Память и наследие
Владимир Семёнович Храповицкий оставил заметный след в истории Судогодского района, в том числе и в топонимике; c его деятельностью связывают происхождение названий населенных пунктов: посёлок Передел (первый канифольный завод России, «переделка» древесины); посёлок Бег (ипподром, собачьи и лошадиные бега); поселок Тюрмеровка (в честь лесовода К. Ф. Тюрмера), Барский пруд в посёлке Муромцево, станция Храповицкая в посёлке Муромцево, улица Бор в посёлке Муромцево (территория лесопосадки в барской усадьбе), улица Парковая в посёлке Муромцево (территория парка).
На родине о его судьбе долгие десятилетия ничего не было известно. Предполагалось, что он умер во Франции и был там похоронен.
Несколько лет поиски последнего пристанища предводителя владимирского дворянства и его супруги вела заместитель директора Владимиро-Суздальского музея-заповедника по научной работе М. Е. Родина.
В октябре 2013 году при указании тульского краеведа-генеалога Игоря Амелютина на издание 2010 года книги Н. А. Дубовицкого (француза русского происхождения, краеведа) «Русский некрополь в Висбадене» найдена могила В. С. Храповицкого. Могила В. С. Храповицкого расположена на территории старинного русского кладбища в Висбадене, земля Гессен в Германии. Могила расположена на участке № 2, представляла собой простой деревянный крест с табличкой, на котором указана и дата смерти 1858—1922. Могила находилась в плачевном состоянии: старый полусгнивший крест лежал на земле, табличка с именем и датами почти стерлась.
Сотрудники Владимиро-Суздальского музея-заповедника решили собрать деньги на создание надгробия Владимира Храповицкого. С этой целью 12 декабря 2013 года был организован благотворительный бал. Полученные средства были переведены в Германию на счёт православного фонда. Работы по восстановлению надгробия благословил архиепископ Берлинско-Германский и Великобританский Марк (Арндт).
16 января 2014 года была создана общественная организация «Судогодский общественный Совет по сохранению наследия В. С. Храповицкого».
На могиле Владимира Храповицкого было сооружено каменное надгробие и установлен памятный дубовый крест с бронзовой табличкой и портретом Владимира Семеновича Храповицкого.
24 марта 2014 года на могиле был отслужена заупокойная лития, которую совершили клирики Берлинско-Германской епархии РПЦЗ совершили протодиакон Георгий Кобро и диакон Георгий Полочек. При этом присутствовали директор Государственного Владимиро-Суздальского историко-архитектурного и художественного музея-заповедника С. Е. Мельникова и заместитель по научной работе М. Е. Родина, которые привезли горсть родной земли из имения Храповицкого. От администрации города присутствовала директор архива Висбадена доктор Штрайх, которая передала музею Владимира архивные документы.